# Broekhuysen
Broekhuysen is een plaats in de Duitse deelstaat Noordrijn-Westfalen, gelegen in de gemeente Straelen in de Kreis Kleef.
Op korte afstand liggen de plaatsen Venlo en Kevelaer. De grens met Nederland ligt op 3 km afstand. Direct ten zuiden van de plaats ligt Herongen. In het oostelijke deel van de plaats loopt, van zuid naar noord, de B221. De BAB40 ligt, van west naar oost, 3 km ten zuiden van de plaats.

## Monumenten
In Broekhuysen liggen twee monumenten, te weten:

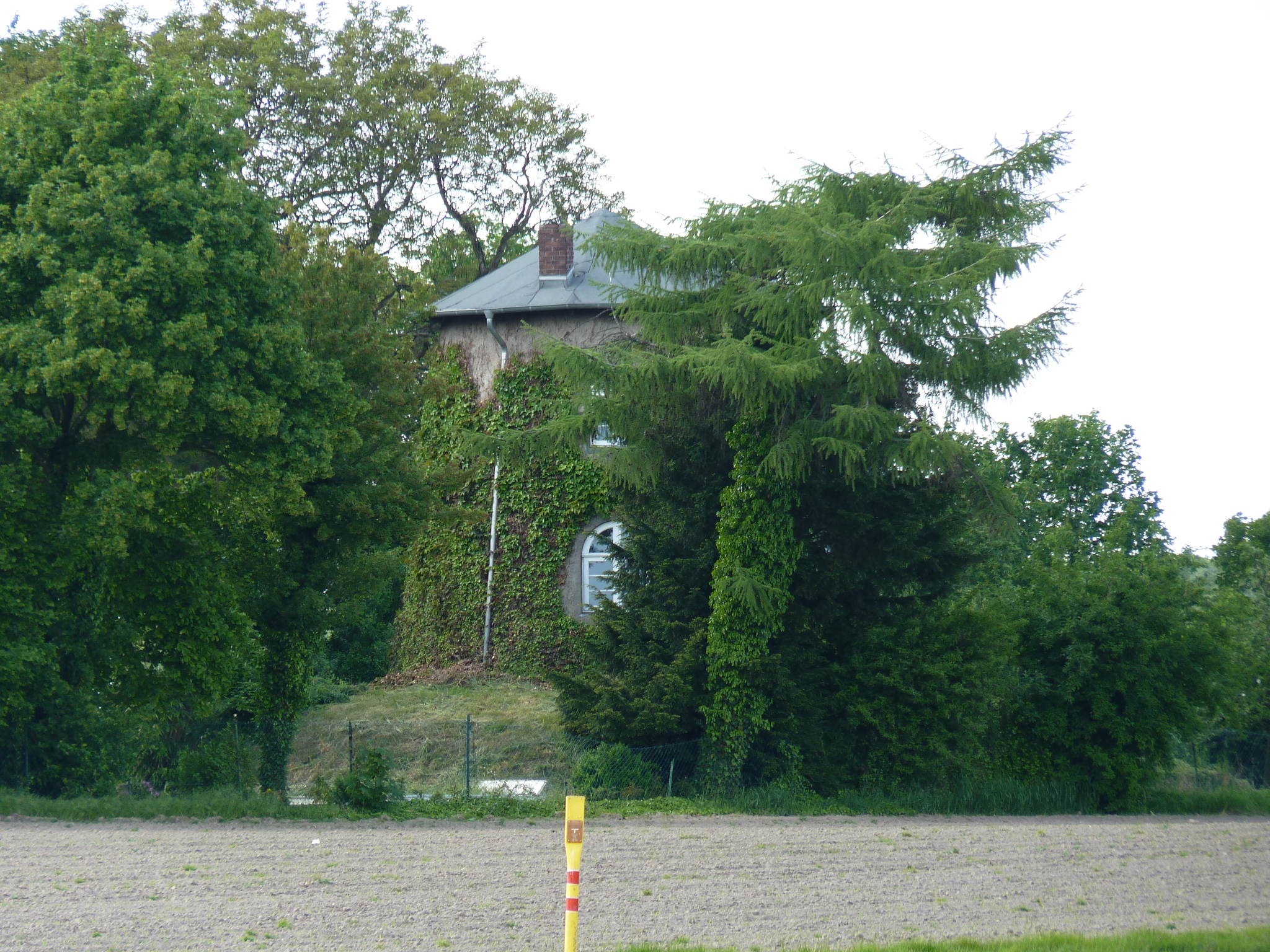
De Mühlenstumpf

- Antoniuskapelle
- Mühlenstumpf, een molen

Auwel-Holt · Boekholt · Bormig · Broekhuysen · Brüxken · Herongen · Hetzert · Kastanienburg · Louisenburg · Niederdorf · Rieth · Sang · Straelen · Westerbroek · Zand